# Stora Öppentjärnen
Stora Öppentjärnen är en sjö i Härryda kommun i Västergötland och ingår i Göta älvs huvudavrinningsområde.